# Table ronde (Allemagne de l'Est)
La Table ronde fait référence à la Table ronde centrale (en allemand Zentraler Runder Tisch) qui s'est réunie à Berlin le 7 décembre 1989, le jour suivant la démission d'Egon Krenz, le nouveau chef du gouvernement du Parti socialiste unifié (SED). Cette Table ronde, qui s'inspire de la Table ronde polonaise organisée en avril 1989, a été initiée par le groupe Démocratie maintenant. Elle a été mis en place sous la forme d'un forum dans lequel les membres d'organisations gouvernementales est-allemandes (comme le Bloc démocratique (en), des syndicats, l'Association indépendante des femmes (en), etc.) se sont réunis avec des représentants des nouveaux mouvements citoyens (comme Démocratie maintenant, l'Éveil démocratique et le Nouveau Forum) pour discuter et faire avancer les réformes en République démocratique allemande (Allemagne de l'Est), conseillant l'exécutif jusqu'à la tenue d'élections nationales, et fonctionnant comme un genre de « gouvernement secondaire ». Il y a eu 39 représentants à la Table ronde dont 33 avec droit de vote. Dix-sept d'entre eux représentaient de nouveaux groupes et partis politiques d'opposition et seize provenaient de partis politiques et d'organisations qui avaient fait partie du gouvernement officiel est-allemand. Trois autres, représentant les femmes, les consommateurs et les écologistes, avait un statut d'observateur. Les trois derniers membres étaient les modérateurs, tous membres du clergé, des Églises protestante, catholique et méthodiste, qui n'avaient pas le droit de vote. Au premier abord, la plupart des participants espéraient réformer le gouvernement est-allemand et conserver ainsi l'indépendance du pays mais, étant donné que l'opinion populaire s'est tournée vers une unification rapide avec l'Allemagne de l'Ouest, ces espoirs ont été déçus 
Les trois premières séances de la Table ronde se sont tenues les 7, 18 et 22 décembre 1989 dans la Maison Bonhoeffer près de la Friedrichstrasse à Berlin-Mitte. Parce que l'intérêt populaire a nécessité plus de place, les réunions suivantes de la Table ronde, de la quatrième le 27 décembre à la seizième et dernière le 12 mars 1990, se sont tenues dans le Bâtiment des conférences de l'ancien conseil des ministres de la SED dans la rue Ossietzky (en) près du château de Schönhausen à Berlin-Pankow. 
Au cours de la première réunion, la Table Ronde a décidé de dissoudre le « Bureau national de la sécurité » (l'organisation qui a succédé à la Stasi), d'organiser des élections pour le parlement est-allemand (la Chambre du peuple) le 6 mai 1990 (en janvier, l'élection a été avancée au 18 mars 1990) et de rédiger une nouvelle constitution, un projet qui a été complété par un sous-comité et présenté le 4 avril 1990, mais n'a jamais été discuté par la Chambre du peuple nouvellement élue.
Sur le modèle de cette Table ronde, de nombreuses tables rondes locales ont été mis en place dans les villes et villages à travers l'Allemagne de l'Est. En général, elles ont continué à exister jusqu'à ce que les élections locales du 6 mai 1990 constituassent de nouveaux gouvernements locaux.